# Atlas Corporation
Atlas Corporation — американская корпорация, сформированная в 1928 году, слиянием инвестиционной фирмы United Corporation, вышедшей на рынок в 1923 году с уставным капиталом в 40 тыс. долларов США, с корпорацией Atlas Utilities and Investors Ltd, специализировавшейся на капиталовложениях и деятельности. В 1929 году, Atlas была финансовым трестом с капиталом в 12 млн долларов.
Компания смогла безболезненно пережить обвал фондового рынка 1930-х годов и продолжала расти на протяжении 1930-х и 1940-х годов. Корпорация была основана Флойдом Одлумом и его шурином Бойдом Хатчем.
Во главе с президентом Флойдом Одлумом и вице-президентом Бойдом Хатчем, компания инвестировала, управляла и контролировала ряд предприятий, включая компанию междугородних пассажирских перевозок «Грейхаунд Лайнс», киностудии RKO и «Парамаунт», гостиничную сеть «Хилтон», сети универмагов «Бонвит Теллер» (приобретённую в 1934 году) и магазинов женской моды Franklin Simon & Co. (купленные в 1936), «Медисон-сквер-гарден» и различных добывающих, коммунальных предприятий, предприятий авиационной отрасли и банков. После того как в 1934 году корпорация Atlas приобрела магазины женской одежды «Бонвит Теллер», Флойд Одлум убедил его жену, Гортензию Одлум, возглавить управление этим предприятием. В 1934 году она стала первой женщиной-президентом крупной сети универмагов, возглавив «Бонвит Теллер».
В 1948 году, Говард Хьюз приобрёл у Atlas контрольный пакет акций кинокомпании RKO. Программа разработки межконтинентальных ракет «Atlas» была названа так, в честь Atlas Corporation являвшуюся главным подрядчиком через дочернюю авиастроительную корпорацию Consolidated Vultee, (позднее ставшую Convair). Ракеты-носители серии «Атлас» созданные на базе этой боевой ракеты были использованы в миссиях по отправке американских астронавтов на орбиту по программе «Меркурий».
В наше время (2012 год), «Atlas Corporation» — открытое акционерное общество котирующееся в розовых листах под индексом ATLR. Имеет капиталовложения в сырьевом секторе экономики.